# Clindamicină
Clindamicina este un antibiotic din clasa lincosamidelor, fiind utilizat în tratamentul unor infecții bacteriene. Printre acestea se numără: otite medii, infecții ale oaselor și articulațiilor, boala inflamatorie pelviană, faringită streptococică, pneumonie și endocardită. Mai este utilizată în tratamentul unor forme de acnee. Căile de administrare disponibile sunt orală, intravenoasă și topică.
Clindamicina a fost sintetizată pentru prima dată în anii 1966 - 1967. Se află pe lista medicamentelor esențiale ale Organizației Mondiale a Sănătății. Este disponibilă sub formă de medicament generic.

## Reacții adverse
Reacții adverse comune includ: diaree și durere la locul injectării.